# Neural Designer
Neural Designer là một công cụ phần mềm dùng cho khai phá dữ liệu dựa trên các kỹ thuật máy học, một khu vực chính của nghiên cứu trí tuệ nhân tạo. Nó đã được phát triển từ thư viện mã nguồn mở OpenNN, và có một giao diện đồ họa người dùng dùng để đơn giản hoá việc nhập dữ liệu và giải thích các kết quả.
Trong năm 2014, chương trình máy tính này đã được bình chọn bởi tạp chí uy tín Predictive Analytics Today trong số các phần mềm độc quyền hàng đầu chuyên dùng cho khai phá dữ liệu. Ngoài ra, trong cùng năm đó, lBig Data Analytics Today cũng đã bình chọn Neural Designer là một trong những dự án trí tuệ nhân tạo lấy cảm hứng từ bộ não tốt nhất.
Trong năm 2015, Neural Designer đã được chọn bởi Ủy ban châu Âu, nằm trong chương trình  Horizon 2020, là một công nghệ đột phá trong lĩnh vực ICT.

## Tính năng
Neural Designer là một phần mềm phân tích tiên đoán tổng quát. Nó thực hiện các kiến trúc học sâu với nhiều lớp phi tuyến và chứa các tiện ích để giải quyết các bài toán phân tích hồi qui và nhận dạng mẫu.
Đầu vào của Neural Designer là một tập dữ liệu, và đầu ra của nó là một mô hình tiên đoán. Kết quả có dạng của một biểu thức toán học rõ ràng, có thể được xuất sang bất kỳ ngôn ngữ hay hệ thống máy tính nào.

## Các công cụ có liên quan
- Weka: phần mềm máy học và khai phá dwx liệu miễn phí.
- RapidMiner: framework máy học miễn phí và thương mại thực thi trong Java.
- KNIME[8]:phần mềm máy học và khai thác dữ liệu miễn phí và thương mại.